# Jean-Pierre Amadi
Pour les articles homonymes, voir Amadi (homonymie).
Jean-Pierre Amadi Lubenga est un homme politique de la République démocratique du Congo. Il a notamment occupé la fonction de vice-gouverneur de la province du Maniema entre 2019 et 2021,,.

## Biographie
Avant d’entrer en politique, Jean-Pierre Amadi était actif dans le secteur agri-piscicole dans le Haut-Katanga. Il a également été médiateur entre les hommes politiques Moïse Katumbi et Jean-Claude Muyambo.

## Carrière politique
Membre du parti SCODE, il est élu vice-gouverneur du Maniema en 2019, aux côtés du gouverneur Auguy Musafiri.

### Destitution
Le 21 mai 2021, il est destitué par l’Assemblée provinciale du Maniema à la suite d’une motion de défiance déposée par 16 députés sur 22. Il lui était reproché des faits tels que l’incompétence, la mauvaise gestion des fonds publics et l’usurpation de pouvoir. La Cour constitutionnelle a confirmé cette décision le 18 juin 2021.

### Retour à l'Assemblée
En mai 2022, il a été rétabli dans ses fonctions de député provincial, mettant fin au mandat de son suppléant.